# Lòng

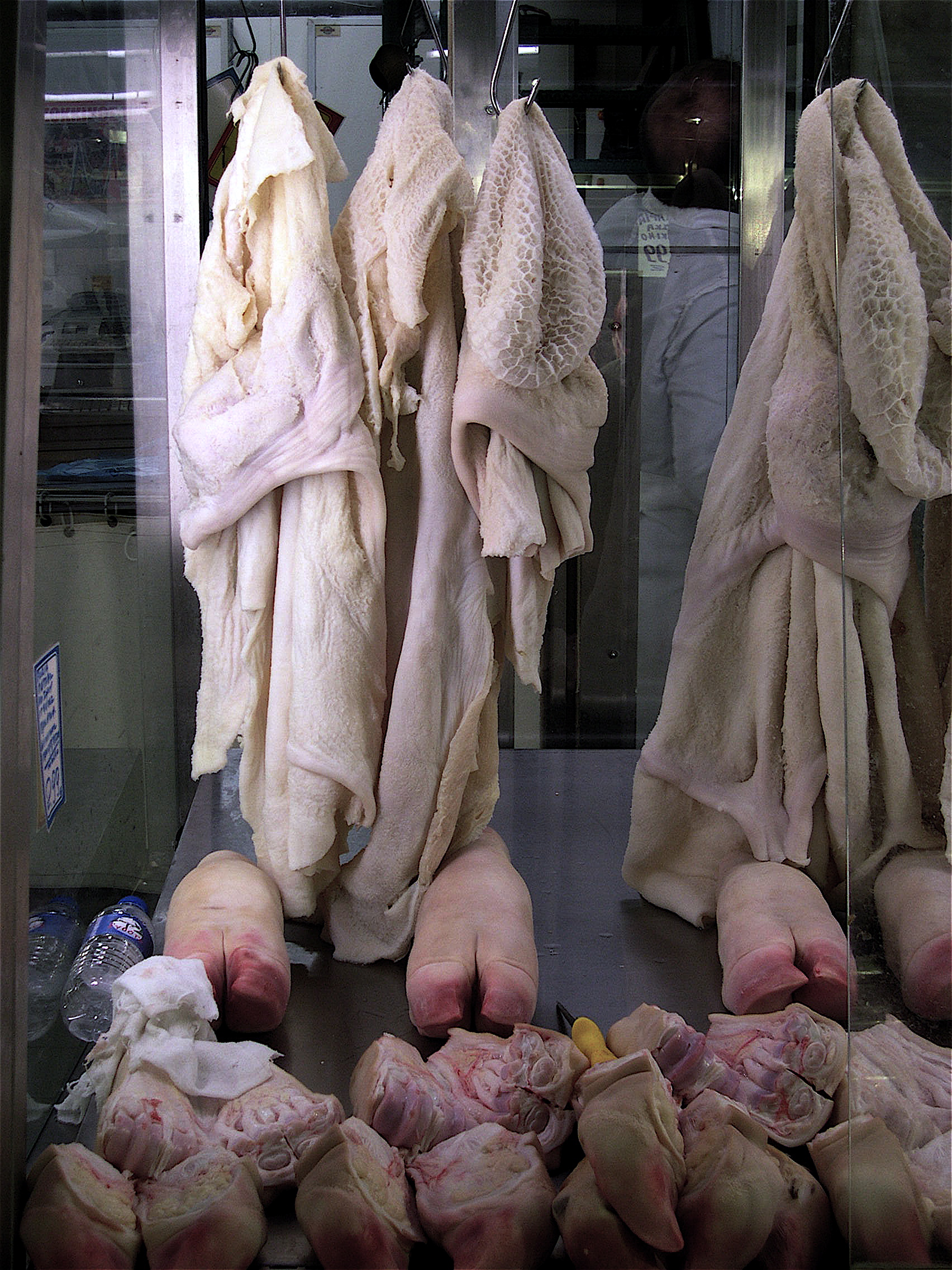
Bộ lòng bò hay còn gọi là lá sách bò hay khăn lông được bày bán ở Hy Lạp

Lòng (Tripe) hay còn gọi là cỗ lòng hay ruột, phèo là bộ phận mô dạ dày của động vật dùng làm thức ăn thông thường chỉ về các động vật trang trại như các loài gia súc, vật nuôi, phổ biến như ở bò và ở lợn (lòng lợn), ở gia cầm người ta cũng ăn bộ phận lòng và thường gọi là lòng mề. Cỗ lòng là một bộ phận nội tạng được coi là một món ngon ở nhiều nơi trên thế giới và là một thành phần đặc trưng trong nhiều món ăn Mỹ Latinh, châu Á, Caribbean và Trung Đông.

## Mô tả

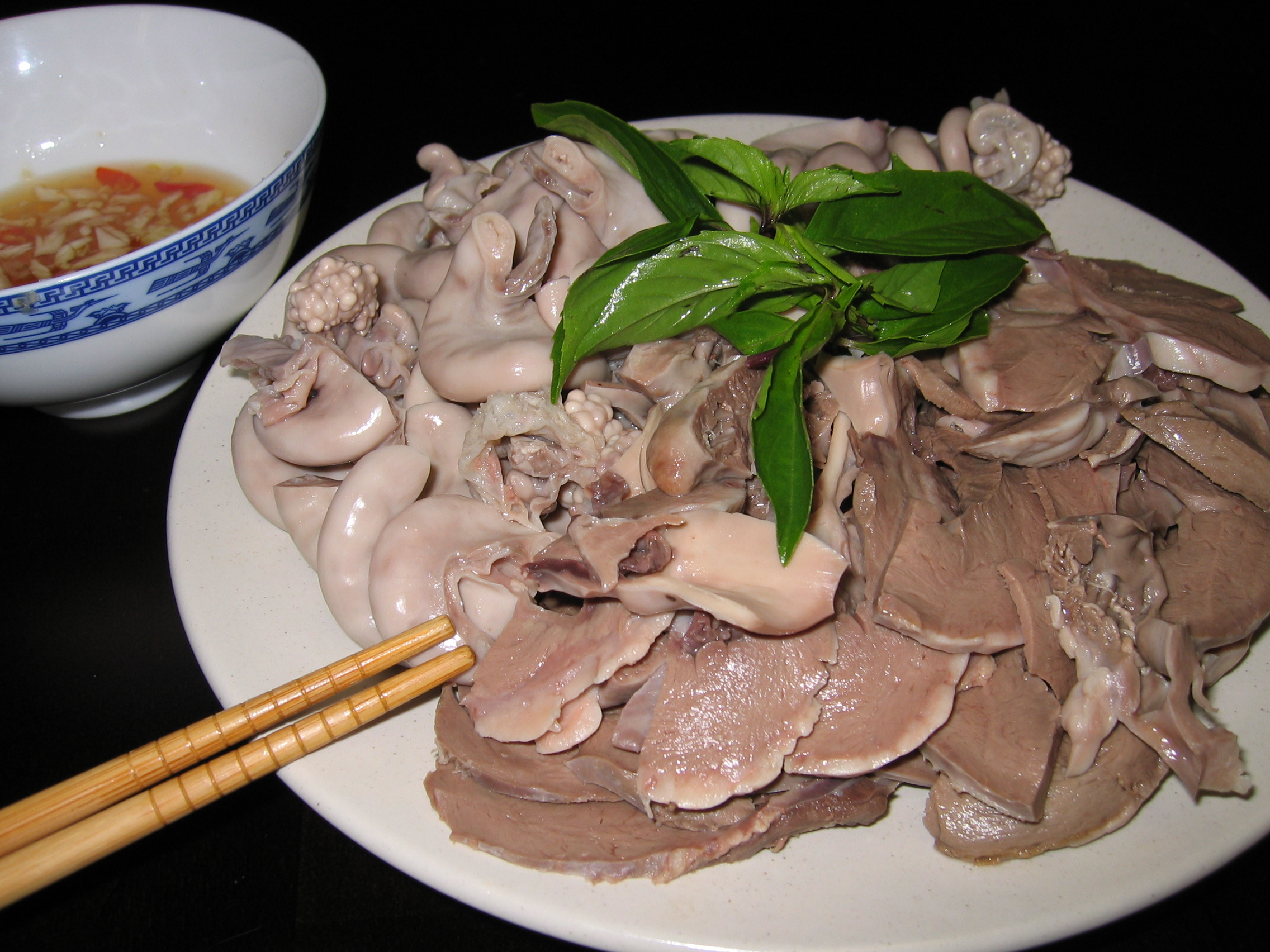
Lòng lợn

Cỗ lòng hay lòng chính là mô dạ dày đặc biệt là động vật nhai lại (như bò) dùng làm thức ăn, lòng còn non thì được gọi là phèo. Phèo thực chất là phần ruột non của lợn, bò đã làm thịt. Đây là một phần của hệ tiêu hóa sau dạ dày và trước ruột già. Đây là nơi diễn ra quá trình tiêu hóa và hấp thụ chất dinh dưỡng của phần lớn thức ăn được đưa vào cơ thể. Ruột non hay phèo gồm 4 lớp cơ bản: màng bọc, lớp cơ, lớp dưới niêm mạc, lớp niêm mạc, trong đó lớp cơ được phân làm cơ dọc và cơ vòng. Còn dạ dày bò có cấu tạo phức tạp bao gồm 4 túi dạ cỏ, dạ tổ ong, dạ lá sách và dạ múi khế. Sách bò còn được gọi là khăn lông bò, bầu dục, lá lách, bìa sách, tức niêm mạc dạ dày thuộc 1 trong 4 túi dạ dày của bò, dạ lá sách gồm nhiều lá to nhỏ khác nhau như những trang sách để dễ ép thức ăn nửa lỏng xuống dạ dày cuối cùng của bò là dạ múi khế.
Cỗ lòng là một loại nội tạng, hay thịt nội tạng, được tìm thấy trong dạ dày của động vật nhai lại như bò, cừu, dê và trâu. Những động vật này có nhiều ngăn trong dạ dày giúp tiêu hóa thức ăn của chúng, và mô cơ được tìm thấy giữa các ngăn này được gọi là da cơ dạ dày. Hương vị của món cổ lòng trung tính, và nó có thể dễ dàng mang hương vị của các thành phần nào khác mà nó nấu với, nó kết hợp đặc biệt tốt với các loại thảo mộc và rau thơm, hương vị, bao gồm tỏi và hành tây. Kết cấu bắt của lòng sẽ bắt đầu mềm dần khi nấu trong vòng hai đến ba giờ, do đó nó thường được tìm thấy trong các món ăn nấu chín chậm, nấu sôi như súp và món hầm.
Ở phương Tây, món lòng bò (tripe) còn gọi là lá sách (sách bò), tổ ong, khăn lông được phân loại phổ biến nhất dựa trên buồng dạ dày mà nó tìm thấy, mỗi loại có một hương vị, kết cấu và hình dạng riêng biệt. Sách bò chính là một bộ phận, một túi trong dạ dày bò, sách bò ngon và có vị đậm hơn thịt bò. Các bộ phận khác gồm chăn dạ dày được làm từ lớp lót của khoang dạ dày đầu tiên, hay dạ cỏ, loại này phẳng và mịn, giống như một tấm chăn. Dạ dày tổ ong được làm từ khoang dạ dày thứ hai và có hình dáng độc đáo giống như tổ ong nó kết cấu mềm và hương vị độc đáo. Loại hỗn hợp Thường được mô tả như một hỗn hợp của chăn và tổ ong, loại này được tìm thấy trong ngăn thứ ba của dạ dày, phần lót được làm từ buồng dạ dày thứ tư và được coi là loại ít được tiêu thụ nhất.

## Giá trị

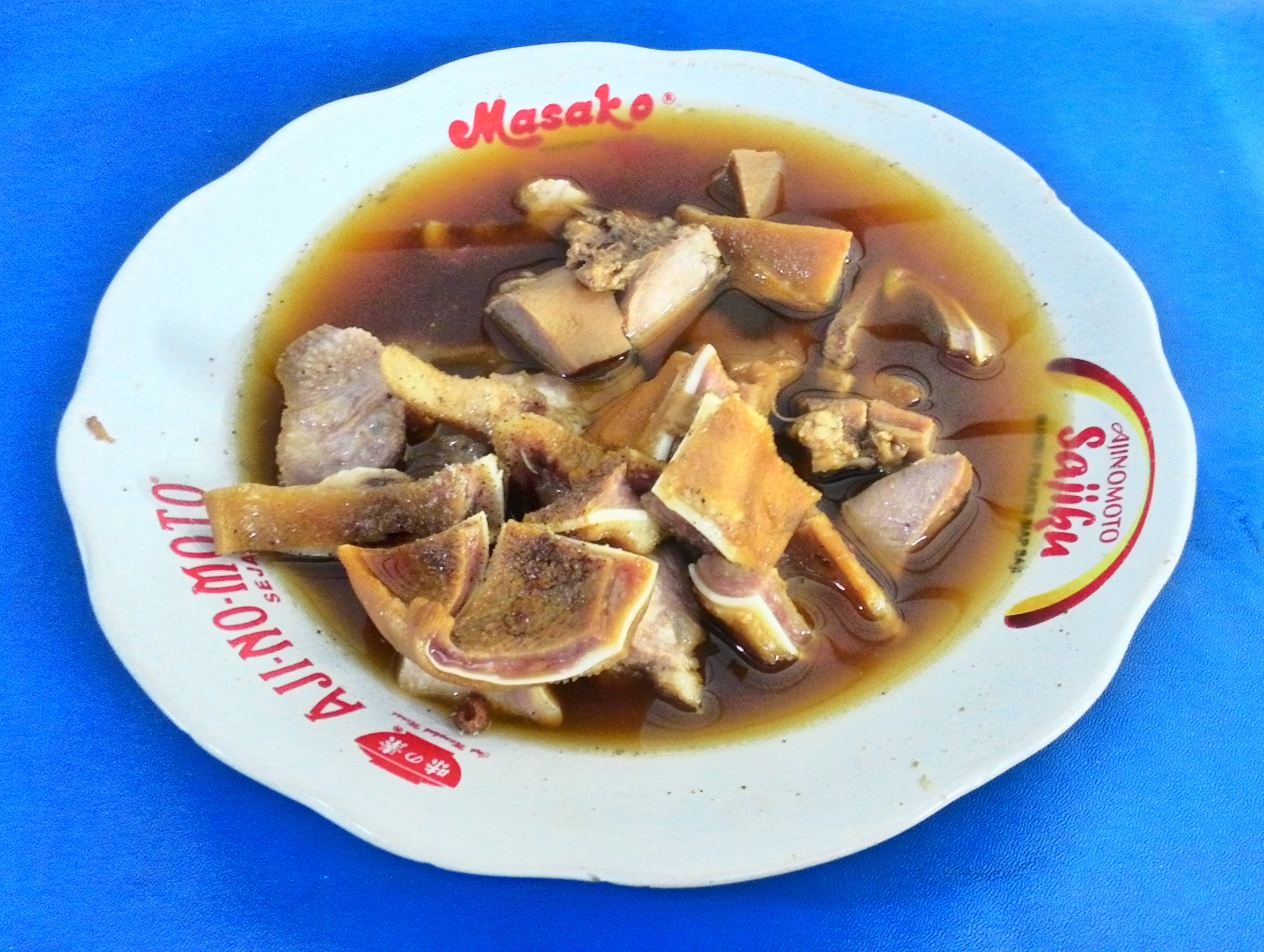
Món ăn từ cỗ lòng

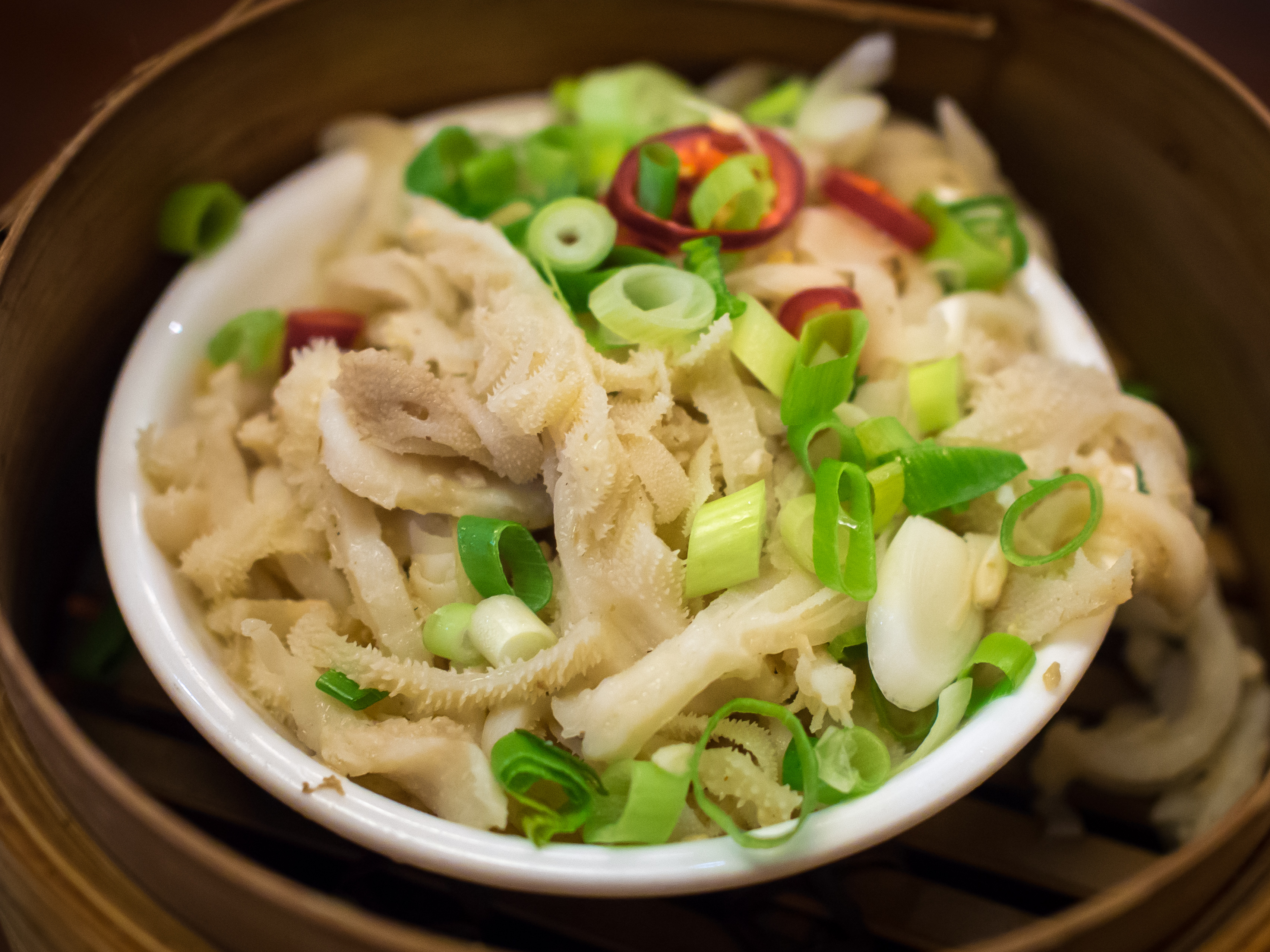
Món ăn từ lòng bò

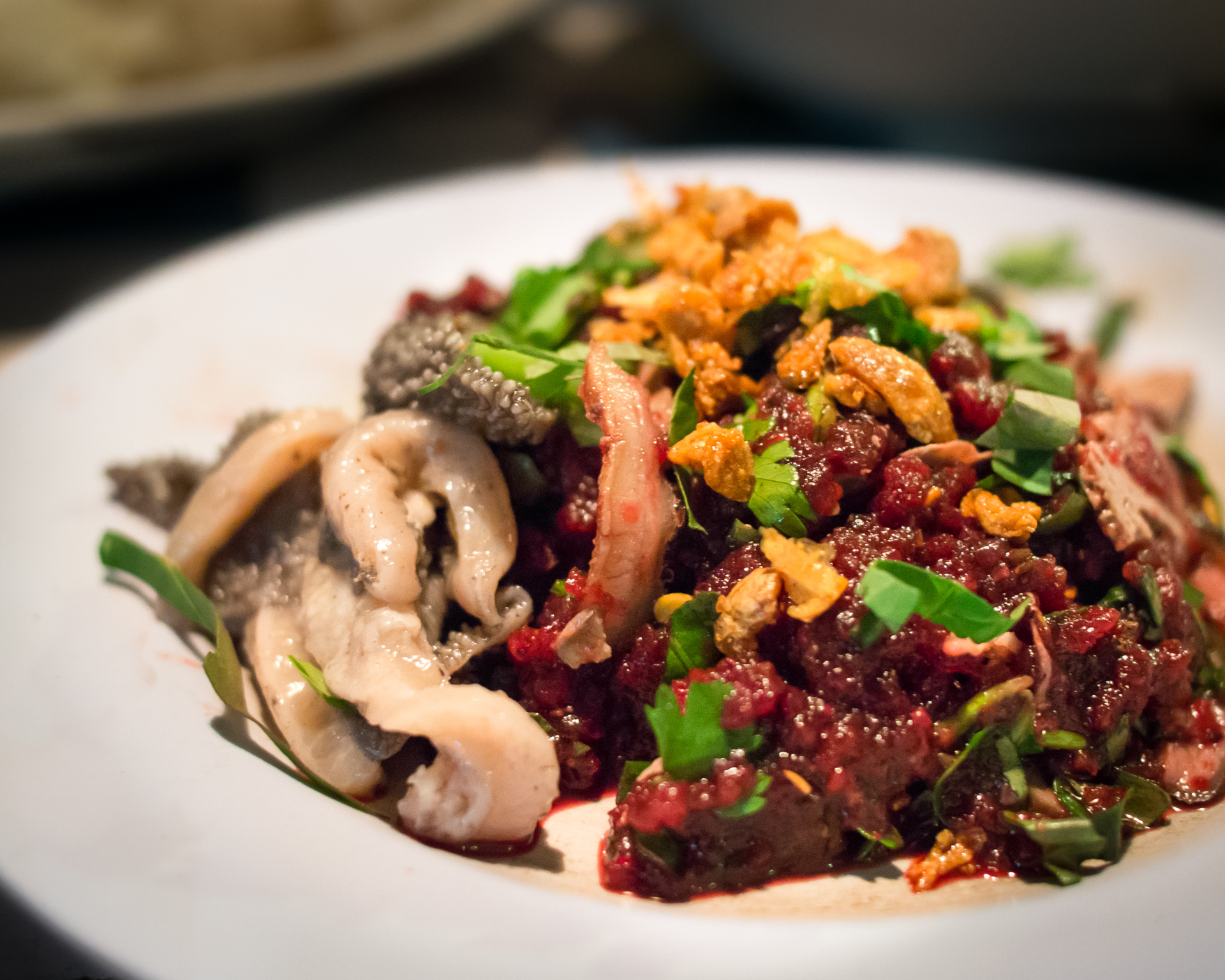
Món ăn từ lòng bò

Giống như các loại nội tạng khác, cỗ lòng là một nguồn phong phú chất đạm, đóng gói một lượng lớn 12 gram vào mỗi khẩu phần 3,5 ounce. Chúng còn chứa nguồn Selenium tốt, các nguyên liệu cho món lòng có giả cả phải chăng, bình dân so với thịt đắt tiền, chẳng hạn như bít tết. Tuy vậy, cỗ lòng là một thành phần khó chuẩn bị và tiêu thụ, và hương vị và kết cấu của nó thường có thể là một sự khó chấp nhận cho một số người tiêu dùng ở phương Tây, bởi vì kết cấu của nó, nó cũng là một thành phần tốn nhiều công sức, có thể mất vài giờ để chuẩn bị đầy đủ.
Ngoài ra khi chế biến món này phải có đầy đủ gia vị mới khử được mùi tanh. Hơn nữa, mặc dù nó là một nguồn tốt của một số chất dinh dưỡng, bao gồm protein, selen và vitamin B12, nhưng nó cũng tương đối cholesterol cao. Có khuyến cáo cho rằng việc sử dụng các món ăn từ nội tạng động vật còn có nhiều nguy cơ như nội tạng động vật hấp dẫn như ruột già, đặc biệt là lòng non như lòng heo, lòng gà, lòng bò chứa nhiều cholesterol và hàm lượng chất béo rất cao. Nội tạng chứa các ký sinh trùng như giun, sán đồng thời có nguy cơ nhiễm khuẩn gây ra các bệnh thương hàn, tả, lỵ và các vi trùng kỵ khí gây nhiễm trùng đường ruột. Do đó, dù là món khoái khẩu những cũng cần đảm bảo yếu tố vệ sinh an toàn thực phẩm.